# Scheepswerf Ferus Smit

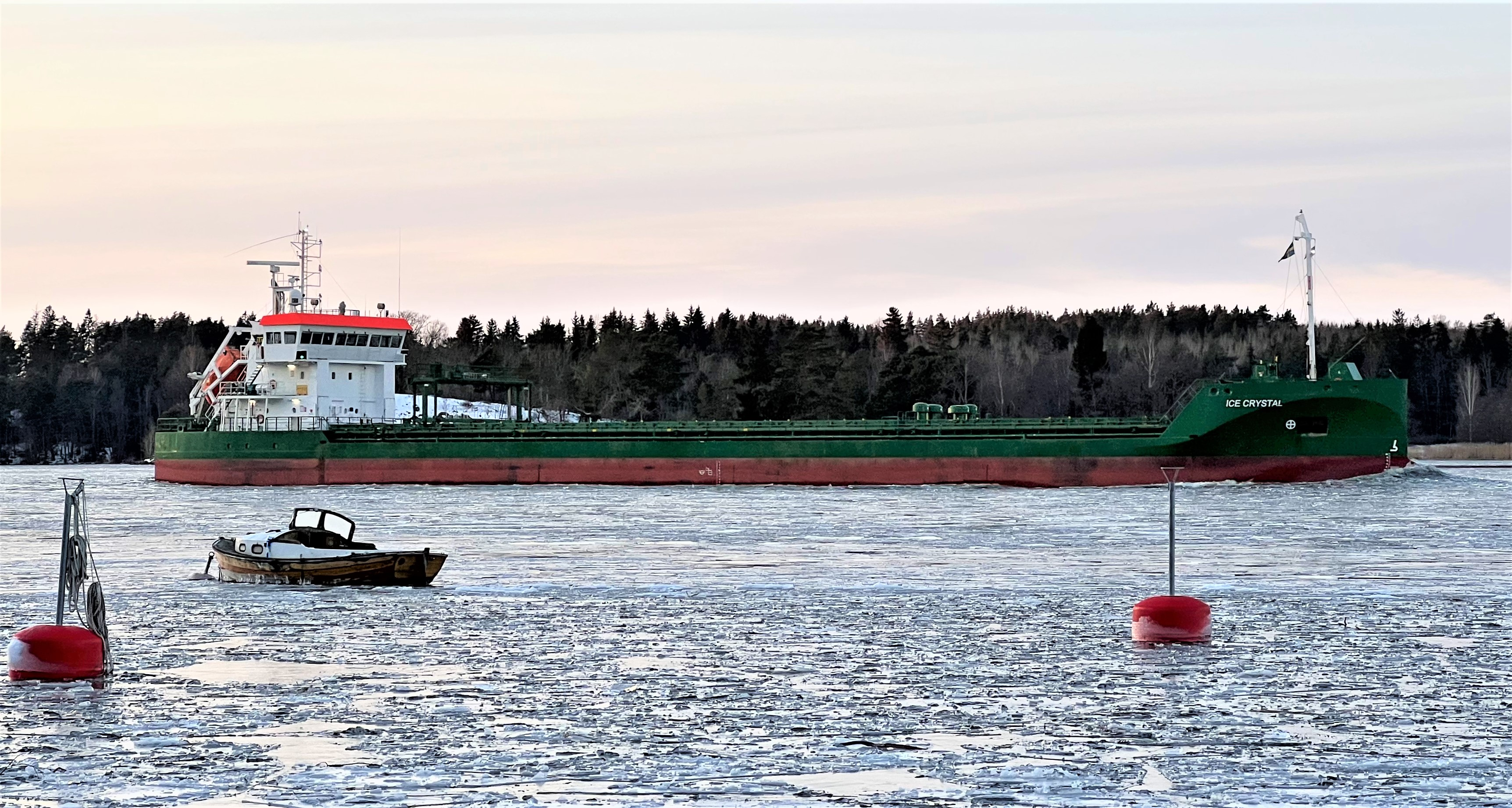
Ice Crystal byggd 2018, ett av Thunbolagens bulklastfartyg i Mälaren, 2022

Scheepswerf Ferus Smit B.V. är ett nederländskt skeppsvarv i Westerbroek i provinsen Groningen
Scheepswerf Ferus Smit grundades 1910 av H.A. Smit och hans bror A.M. Smit. Företaget har två varv: ett i Westerbroek och ett i Leer i Tyskland. 
Varvet bygger styckegodsfartyg, bulkfartyg, tankfartyg och specialiserade fartyg med en storlek på upp till cirka 30 000 dödviktston. Företaget sysselsätter cirka 200 personer och bygger sex-åtta fartyg årligen.

## Byggda fartyg i urval
- M/V Nordanhav, bulklastfartyg för Thunbolagen, 1991[2]
- M/V Ice Crystal, bulklastfartyg för Thunbolagen, 2018